# Sonoriteit
Sonoriteit (< Latijn sonorus, 'klinkend') is een eigenschap die in de fonologie wordt toegekend aan spraakklanken ten behoeve van een precieze beschrijving van de lettergreepstructuur van een taal. Het begrip is in 1881 voor het eerst gebruikt door de Duitse taalgeleerde Eduard Sievers.
In de meeste (zo niet alle) talen van de wereld neemt de sonoriteit van de verschillende klanken in een lettergreep toe tot aan de klinker, waarna ze weer afneemt. Behalve in de beschrijving van lettergreepstructuur blijkt sonoriteit ook van belang voor onder meer het begrip van toon in zogenoemde toontalen. Ook het verschijnsel lenitie kan goed begrepen worden in termen van sonoriteit.

## Sonoriteitsschaal
De sonoriteit van verschillende klanken wordt doorgaans uitgezet op een zogenoemde sonoriteitsschaal. Hoewel er geen overeenstemming is over de details van deze schaal, lijkt het volgende een redelijke benadering te zijn, met de meest sonore klanken links en de minst sonore rechts. Tussen haakjes geven we steeds enkele klanken uit het Nederlands als voorbeeld:
klinkers (a, ie, o) > liquidae (r, l) > nasalen (m, n) > obstruenten (k, b, t, s)
Volgens deze schaal hebben lettergrepen als krant en brons inderdaad een sonoriteitsprofiel dat oploopt tot en met de klinker, en daarna afneemt. Een onbestaand woord als rkatn heeft een volledig verkeerd profiel. We hebben hiermee nog niet de hele klankopbouw van Nederlandse woorden beschreven, maar in ieder geval vormt de sonoriteitsschaal er een belangrijk onderdeel van.

## Fonetiek
Over de precieze fonetische tegenhanger van deze fonologische schaal bestaat vooralsnog geen eenstemmigheid. Een mogelijkheid is dat sonoriteit correspondeert met akoestische reikwijdte: hoe sonoorder een klank, des te verder draagt ze. Klinkers als a zijn inderdaad intuïtief over een grotere afstand te horen dan medeklinkers als t, maar het is de vraag of deze akoestische reikwijdte op zich een voldoende hard fonetisch criterium biedt.

## Sonoriteit in gebarentaal
Volgens sommige gebarentaaldeskundigen (zoals de Amerikaan David Perlmutter) speelt het begrip sonoriteit ook een rol in gebarentalen. Sommige deelaspecten van gebaren zijn minder sonoor dan andere: ruwweg hebben grote bewegingen meer sonoriteit dan kleine, die op hun beurt weer sonoorder zijn dan stilstand. Volgens Perlmutter en de zijnen hebben ook gebarentalen lettergrepen die zijn opgebouwd volgens de eisen van de sonoriteitsschaal.